# 弗洛伊德博物馆
51°32′54″N 0°10′40″W / 51.54833°N 0.17778°W

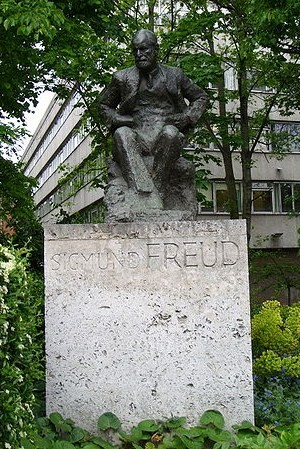
弗洛伊德雕像

弗洛伊德博物馆位于伦敦北部汉普斯特德20 Maresfield Gardens。西格蒙德·弗洛伊德晚年在此居住。館內收藏有弗洛伊德帶來的19世紀中國文物。

## 历史
1938年德奥合并后，弗洛伊德逃亡伦敦，完成著作《摩西与一神教》，并在此接待精神分析患者。虽然一年后去世，但他的女儿安娜·弗洛伊德在此居住直到1982年去世。1986年改为博物馆，向公众开放。 
另外的两座弗洛伊德博物馆，其中一座位于维也纳Berggasse 19，另一座位于弗洛伊德出生地捷克普日博尔，由捷克总统瓦茨拉夫·克劳斯和弗洛伊德的四位曾孙剪彩。
2022年2月12日起展出「弗洛伊德與中國」（Freud and China）展。